# Tinodes dives
Tinodes dives là một loài Trichoptera trong họ Psychomyiidae. Chúng phân bố ở miền Cổ bắc.